# Friedrich Stoiber
Friedrich Stoiber MHM (* 4. März 1904 in Geiselhöring, Bezirksamt Mallersdorf; † 13. Oktober 1942 in Hamtic, Philippinen) war ein deutscher römisch-katholischer Geistlicher,  Mill-Hill-Missionar und Märtyrer. 

## Leben
Friedrich Stoiber trat nach dem Abitur am 1. Oktober 1924 in Brixen in das St.-Josef-Missionshaus der Mill-Hill-Missionare ein und studierte dort Philosophie. Ab dem 16. September 1926 studierte er in Mill Hill (London Borough of Barnet) Theologie. Am 10. Februar 1929 legte er die Ewigen Gelübde ab. Am 20. Juli 1930 wurde er zum Priester geweiht. Noch im selben Jahr ging er als Missionar in die philippinische Provinz Antique auf der Insel Panay. Dort wirkte er nacheinander in Pandan, Bugasong, Pandan, Hamtic und wieder Pandan. Am 13. März 1936 wurde er Pfarrer von Sebaste und am 12. September 1937 Pfarrer von Hamtic. Nach der Besetzung des Landes durch die Japaner wurde er von den einheimischen Partisanen angefeindet und am 13. Oktober 1942 am Meeresstrand von Calala (Hamtic) erschossen.

## Gedenken
Die Römisch-katholische Kirche in Deutschland hat Pater Friedrich Stoiber als Märtyrer in das deutsche Martyrologium des 20. Jahrhunderts aufgenommen.
Seit dem Jahr 2000 trägt in Hamtic ein Versammlungssaal den Namen „Fr. Stoiber Memorial Hall“.